# Asociaționism
Asociaționismul a fost o concepție psihologică  dominantă în secolele XVII - XVIII - XIX în Europa. Ideea de bază a asociaționiștilor este că activitatea psihică are un suport material și că viața pishică ia naștere din stări psihice elementare provocate de obiecte și prin împreunarea în diferite moduri a fenomenelor psihice simple. Această concepție este considerată atomism psihologic deoarece consideră că toate fenomenele psihice, oricât de complexe ar fi, iau ființă din elemente psihice nedecompozabile.

## Istoric
Precursori
Aristotel
Aristotel a clasificat asociațiile simple după contiguitate, asemănare și contrast.
Thomas Hobbes: 1588 -1679
John Locke: 1632 - 1704
Étienne Bonnot de Condillac: 1715 - 1704
Reprezentanți
David Hartley: 1705 - 1757
A fost fondatorul asociaționismului. A recunoscut senzația ca principiu al vieții mentale. A făcut din reptiție principiul fundamental al tuturor asociațiilor.
James Mill: 1773 - 1836
A susținut că întreaga  bogăție a vieții psihice provine din gruparea senzațiilor și copiilor lor prin mecanismul asocierii. Complexele realizate prin asociere pot deveni inseparabile.
John Stuart Mill: 1806 -1873 
A extins asociaționismul în afara psihologiei. A considerat că viața psihică a omului este conștientă chiar senzația neexistând decât dacă omul are conștiința senzației.
Alexander Bain: 1819 - 1903
A diversificat tipurile asociațiilor adăugând asociațiile constructive prin care se creează entități noi difrite de tot cea ce s-a prezentat în experiența anterioară a individului.
Herbert Spencer: 1820 - 1903
A luat în considerare bazele fiziologice ale asociațiilor. A susținut ideea transmiterii ereditare a asociațiilor fixate prin experiența individului precum și a stărilor de conștiință prin această idee îndepărtându-se puțin de postulatele inițiale ale asociaționismului. Credea că starea de conștiință nu este posibilă într-un mod omogen și continuu ci numai printr-o trecere de la o stare la alta, și prin sesizarea acestei diferențe.